# Paula Cole
Paula Cole (ur. 5 kwietnia 1968 w Rockport w Massachusetts) – amerykańska piosenkarka, wykonująca muzykę z pogranicza popu i rocka. Jej debiutancki singel „Where Have All the Cowboys Gone?” dotarł do pierwszej dziesiątki Billboard Hot 100 w 1997 roku, a rok później zdobył nagrodę Grammy w kategorii „najlepszy nowy artysta”. Z kolei utwór „I Don’t Want to Wait” został wykorzystany jako motyw przewodni serialu telewizyjnego Jezioro marzeń, co przysporzyło mu dużą popularność.

## Wczesne życie
Paula urodziła i wychowała się w Rockport w Massachusetts. Jej matka, Stephanie Cole, była nauczycielką sztuki w szkole podstawowej, a ojciec, Jim Cole, był profesorem biologii i ekologii w Salem State College i grał na basie w zespole tanecznym polka „Johnny Prytko i The Connecticut Hi-Tones”.
Uczęszczała do Rockport High School, gdzie była przewodniczącą klasy i występowała w szkolnych produkcjach teatralnych, takich jak Południowy Pacyfik. Studiowała w Berklee College of Music w Bostonie, gdzie uczyła się śpiewu jazzowego i sztuki improwizacji. Zaproponowano jej kontrakt płytowy z wytwórnią jazzową, ale postanowiła go odrzucić.

## Kariera
Po raz pierwszy artystka miała styczność z muzyką, gdy została zaproszona by wystąpić podczas trasy koncertowej Petera Gabriela Secret World Live która odbywała się w latach 1993–1994. Wkrótce potem podpisała umowę ze swoją pierwszą wytwórnią Imago Records, która w 1994 wydała jej debiutancki longplay zatytułowany Harbinger. Niedługo po tym wytwórnia upadła, przez co promocja wydawnictwa została ograniczona, co wpłynęło na jego sprzedaż. W 1995 roku Paula związała się z Warner Bros. Jesienią tego samego roku ukazało się wznowienie debiutu.
Druga płyta wydana w 1996 zatytułowana This Fire przyniosła Pauli dwa hity „Where Have All the Cowboys Gone?” (#8 na liście Billboard) i „I Don’t Want to Wait” (#11), którego popularność wzrosła jeszcze bardziej gdy został użyty w serialu młodzieżowym Jezioro marzeń. Album był nominowany w siedmiu kategoriach podczas 40. ceremonii rozdania nagród Grammy m.in. album roku, najlepszy album popowy, singiel („Where Have All the Cowboys Gone?”) – nagranie roku, piosenka roku, najlepszy występ kobiecy. Artystka była także nominowana w kategorii producenta roku (była trzecią kobietą nominowaną w tej kategorii zaraz po Janet Jackson (1990) i Mariah Carey (1992) jednak nie wygrała) i najlepszego nowego artysty, zdobywając drugie miejsce. This Fire to najlepiej sprzedający się krążek Pauli. Jego nakład w Stanach Zjednoczonych wyniósł 2 mln sprzedanych egzemplarzy.
W 1999 po kilkuletniej przerwie poświęconej zajmowaniem się córką, Cole powróciła z albumem zatytułowanym Amen. Inauguracyjny singiel I Don’t Believe in Love początkowo nie odniósł sukcesu. Popularność zdobył dopiero w tanecznym remiksie stworzonym przez DJ-a Jonathana Petersa. Na krążku gościnnie pojawili się DJ Premier prezentujący muzykę R&B i hip hop oraz wieloletnia fanka piosenkarki Tionne Watkins. Płyta jednak nie powtórzyła sukcesu poprzedniczki.
Czwarty album zatytułowany Hiatus został nagrany we współpracy z Hugh Padghamem, lecz z niewiadomych przyczyn Warner odmówił jego wydania. W 2005 artystka ujawniła jeden z utworów nagranych podczas sesji „Singing Out My Life”. Z kolei „It’s My Life” także pochodzącą z nagranego materiału wykorzystano w reklamie nieistniejącego już oddziału producenta samochodów Mercury należącego do Ford Motor Company. Cole nagrała także utwór protestujący przeciwko George’owi Bushowi i wojnie w Iraku pt. „My Hero Mr. President”, opublikowany wyłącznie na jej stronie internetowej.
W latach 2007–2012 Paula wydała trzy płyty studyjne Courage, Ithaca i Raven. Z kolei w 2014 roku ukazała się akustyczna płyta 7. Dwa lata później na rynku pojawił się pierwszy w dorobku artystki album koncertowy zatytułowany This Bright Red Feeling, zawierający nagrania z koncertu w Nowym Jorku. W 2017 pojawił się cover album Ballads. Singlem promującym to wydawnictwo była piosenka „God Bless the Child” Billie Holiday.
Obecnie Paula pracuje nad nowym albumem.

## Inne przedsięwzięcia
Artystka jest członkiem kanadyjskiej organizacji charytatywnej Artists Against Racism. 10 lipca 2007 roku zaśpiewała God Bless America podczas siódmej rundy MLB All-Star Game 2007. W sierpniu odbyła tournée z Mandy Moore, grając w klubach w zachodnich Stanach Zjednoczonych. 17 czerwca 2008 roku śpiewała The Star-Spangled Banner podczas finału NBA w Bostonie. Od 2013 roku artystka pracuje w prywatnej szkole muzycznej Berklee College of Music, kontynuując jednocześnie swoją karierę.

## Życie prywatne
W czerwcu 2002 wyszła za muzyka Hassana Hakmouna, którego poznała w 1994 podczas trasy koncertowej Petera Gabriela Secret World Live. Para rozwiodła się w 2007 roku. Owocem ich związku jest córka Sky (ur. 2002).

## Dyskografia

### Albumy
- Harbinger (1994 – Imago/Warner Bros. Records)
- This Fire (1996 – Imago / Warner Bros.)
- Amen (1999 – Imago / Warner Bros.)
- Courage (2007 – Decca)
- Ithaca (2010 – Decca)
- Raven (2013 – 675 Records)
- 7 (2015 – 675 Records)
- Ballads (2017 – 675 Records)
- American Quilt (2021)[8].

### Single
| 1997                                    | „Where Have All the Cowboys Gone?” | 8  | 27 | 4  | 32 | 10 | 5  | 32 | 7  | 15 | This Fire |
| 1997                                    | „I Don’t Want to Wait”             | 11 | 3  | 1  | –  | –  | 5  | 27 | 5  | 43 | This Fire |
| 1998                                    | „Me”                               | –  | –  | 17 | –  | –  | 25 | –  | 20 | –  | This Fire |
| 1999                                    | „I Believe in Love”                | –  | –  | 22 | –  | 18 | 39 | –  | 37 | –  | Amen      |
| 2000                                    | „Be Somebody”                      | –  | –  | –  | –  | –  | –  | –  | –  | –  | Amen      |
| 2000                                    | „Amen”                             | –  | –  | –  | –  | –  | –  | –  | –  | –  | Amen      |
| 2007                                    | „14”                               | –  | –  | –  | –  | –  | –  | –  | –  | –  | Courage   |
| 2007                                    | „Comin’ Down”                      | –  | –  | –  | –  | –  | –  | –  | –  | –  | Courage   |
| 2010                                    | „Music in Me”                      | –  | –  | –  | –  | –  | –  | –  | –  | –  | Ithaca    |
| 2013                                    | „Eloise”                           | –  | –  | –  | –  | –  | –  | –  | –  | –  | Raven     |
| 2017                                    | „God Bless the Child”              | –  | –  | –  | –  | –  | –  | –  | –  | –  | Ballads   |
| „–” denotes releases that did not chart |                                    |    |    |    |    |    |    |    |    |    |           |

## Nagrody i nominacje
| Rok  | Stowarzyszenie               | Kategoria                                                    | Nominacja                          | Wynik     |
| ---- | ---------------------------- | ------------------------------------------------------------ | ---------------------------------- | --------- |
| 1997 | Billboard Music Awards       | Top Adult Top 40 Artist                                      | Paula Cole                         | nominacja |
| 1997 | Billboard Music Video Awards | FAN.tastic Video                                             | „Where Have All the Cowboys Gone?” | nominacja |
| 1997 | MTV Video Music Awards       | MTV Video Music Award – teledysk żeński                      | „Where Have All the Cowboys Gone?” | nominacja |
| 1998 | 40th Grammy Awards           | Nagranie roku                                                | „Where Have All the Cowboys Gone?” | nominacja |
| 1998 | 40th Grammy Awards           | Piosenka roku                                                | „Where Have All the Cowboys Gone?” | nominacja |
| 1998 | 40th Grammy Awards           | Nagroda Grammy w kategorii Best Female Pop Vocal Performance | „Where Have All the Cowboys Gone?” | nominacja |
| 1998 | 40th Grammy Awards           | Album roku                                                   | This Fire                          | nominacja |
| 1998 | 40th Grammy Awards           | Najlepszy album                                              | This Fire                          | nominacja |
| 1998 | 40th Grammy Awards           | Najlepszy nowy artysta                                       | Paula Cole                         | wygrana   |
| 1998 | 40th Grammy Awards           | Producent roku                                               | Paula Cole                         | nominacja |
| 1998 | Boston Music Awards          | Akt roku                                                     | Paula Cole                         | wygrana   |
| 1998 | Boston Music Awards          | Wybitna wokalistka                                           | Paula Cole                         | wygrana   |
| 1998 | Boston Music Awards          | Singiel roku                                                 | „Where Have All The Cowboys Gone?” | wygrana   |
| 1998 | Boston Music Awards          | Najlepszy tekst/twórca                                       | „I Don’t Want To Wait”             | wygrana   |
| 1999 | Boston Music Awards          | Akt roku                                                     | Paula Cole                         | nominacja |
| 1999 | BMI Pop Awards               | Nagrodzona piosenka                                          | „I Don’t Want to Wait”             | wygrana   |